# Triandria

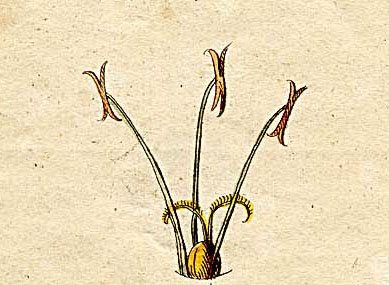
Triandria

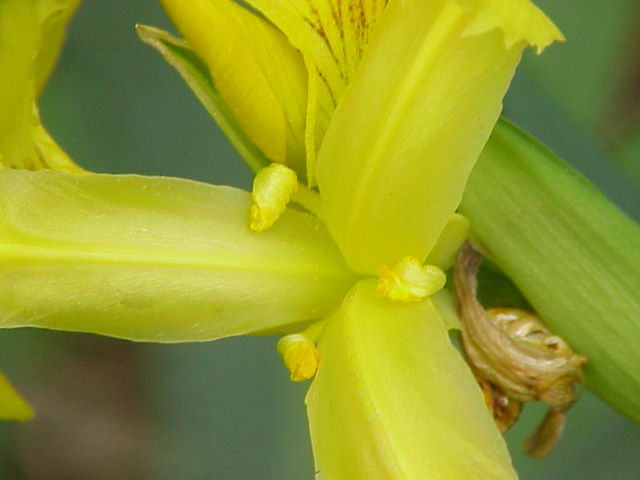
Iris germanica

Em botânica, triandria  é uma classe de plantas segundo o sistema de Linné.  Apresentam flores hermafroditas com três estames livres e iguais.
As ordens e os gêneros que constituem esta classe são:
Ordem 1. Monogynia (com um pistilo)
Gêneros: Valeriana, Hirtella, Olax, Tamarindus, Cneorum, Melothria, Ortegia, Loeflingia, Polycnemum, Cassytha, Crocus, Ixia, Gladiolus, Antholyza, Iris, Commelina, Xyris, Schoenus, Cyperus, Scirpus, Eriophorum, Lygeum, Nardus
Ordem 2. Digynia (com dois pistilos)
Gêneros: Bobartia, Cornucopiae, Saccharum, Phalaris, Panicum, Phleum, Alopecurus, Milium, Agrostis, Aira, Melica, Poa, Briza, Uniola, Dactylis, Cynosurus, Festuca, Bromus, Stipa, Avena, Lagurus, Arundo, Aristida, Apluda, Lolium, Elymus, Secale, Hordeum, Triticum
Ordem 3. Trigynia (com três pistilos)
Gêneros: Eriocaulon, Montia, Proserpinaca, Holosteum, Mollugo, Minuartia, Queria, Lechea

## Ordem triandria
No mesmo sistema de classificação, triandria  é uma ordem das classes Monoecia , Dioecia e Gynandria.